# Svenska Cupen 2008
La Coppa di Svezia 2008 (svedese: Svenska Cupen) è stata la 53ª edizione del torneo. È iniziata il 20 marzo 2008 con il primo incontro del turno preliminare ed è terminata il 21 settembre con la finale.

L'IFK Göteborg ha vinto il trofeo per la quinta volta.

## Primo turno
Hanno partecipato a questo turno 68 squadre della Division 1 o delle serie inferiori. Le partite si sono giocate tra il 20 marzo e il 12 aprile 2008.
| Squadra 1              | Risultato         | Squadra 2           |
| ---------------------- | ----------------- | ------------------- |
| Frej                   | 0 - 2             | Arameiska-Syrianska |
| Enskede IK             | 0 - 2             | Valsta Syrianska    |
| Luleå                  | 1 - 0             | Skellefteå          |
| Svedala                | 0 - 1             | IFK Malmö           |
| Gamla Upsala SK        | 0 - 1             | Gröndals IK         |
| IK Kongahälla          | 2 - 3             | Norrby              |
| IFK Karlshamn          | 1 - 5             | Kirseberg IF        |
| Slottsskogen/Godhem IF | 2 - 3             | Råslätts SK         |
| Akropolis              | [ 1 ]             | Väsby United        |
| Mariedals IK           | 2 - 3             | Fässbergs IF        |
| Västerås SK            | 5 - 0             | Heby AIF            |
| Täby IS FK             | 1 - 2             | Vasalund            |
| Rynninge IK            | 1 - 2             | Carlstad Utd        |
| IFK Våmhus A           | 0 - 3             | Sandvikens IF       |
| Fjärås                 | 0 - 5             | Torslanda IK        |
| Lindö FF               | 0 - 4             | Syrianska           |
| Yxnerums IF            | 0 - 5             | Myresjö IF          |
| Klippans FF            | 1 - 1 (5 - 4 dcr) | IFK Klagshamn       |
| FK Älmeboda/Linneryd   | 1 - 3             | IFK Hässleholm      |
| Stafsinge IF           | 1 - 4             | Ramlösa Södra       |
| Tölö IF                | 0 - 4             | IFK Värnamo         |
| Bäckhammars SK         | 0 - 18            | Karlslund           |
| Delsbo IF              | 4 - 2 (dts)       | Sollefteå GIF       |
| IFK Berga              | 0 - 4             | Kristianstads FF    |
| Växjö Norra IF         | 0 - 6             | Ängelholms FF       |
| Gerdskens BK           | 0 - 1             | Skärhamns IK        |
| Skultorps IF           | 0 - 6             | Skövde AIK          |
| Sollentuna Fotboll IF  | 0 - 1             | FC Gute             |
| IK Östria Lambohov     | 1 - 2             | Nyköpings BIS       |
| Östansbo IS            | 0 - 3             | KB Karlskoga        |
| Östersund              | 2 - 0             | IFK Timrå           |
| Tibro AIK              | 3 - 1             | IF Hagapojkarna     |
| IFK Holmsund           | 1 - 2             | Bodens BK           |
| Eds FF                 | 2 - 1 (dts)       | FC Trollhättan      |

## Secondo turno
Hanno partecipato a questo turno tutte le squadre della Superettan, dell'Allsvenskan e 34 vincenti del turno preliminare. Le partite si sono giocate tra il 23 aprile e il 1º maggio 2008.
| Squadra 1           | Risultato         | Squadra 2        |
| ------------------- | ----------------- | ---------------- |
| Norrby              | 2 - 1             | Bodens BK        |
| IFK Hässleholm      | 0 - 4             | Degerfors        |
| Tibro AIK           | 1 - 0             | Limhamn Bunkeflo |
| FC Gute             | 3 - 4             | Helsingborg      |
| KB Karlskoga        | 0 - 4             | GIF Sundsvall    |
| Valsta Syrianska    | 1 - 0 (dts)       | Häcken           |
| Eds FF              | 1 - 4             | Brommapojkarna   |
| Östersund           | 0 - 7             | Kalmar           |
| IFK Värnamo         | 0 - 1             | Enköpings SK     |
| Kristianstads FF    | 2 - 3 (dts)       | Malmö FF         |
| Klippans FF         | 0 - 5             | Falkenberg       |
| Kirseberg IF        | 1 - 4             | Sirius           |
| Carlstad Utd        | 3 - 2             | Gefle            |
| Delsbo IF           | 0 - 2             | Landskrona BoIS  |
| Fässbergs IF        | 0 - 1             | Vasalund         |
| Luleå               | 1 - 2             | Halmstad         |
| Gröndals IK         | 2 - 1             | Åtvidaberg       |
| Myresjö IF          | 0 - 1             | Örebro           |
| Torslanda IK        | 0 - 1 (dts)       | Mjällby          |
| Väsby United        | 2 - 1 (dts)       | Öster            |
| Ängelholms FF       | 1 - 2             | Elfsborg         |
| Råslätts SK         | 0 - 9             | Djurgården       |
| Ramlösa Södra       | 2 - 4             | IFK Norrköping   |
| Arameiska-Syrianska | 1 - 2             | Jönköpings Södra |
| Skärhamns IK        | 1 - 1 (6 - 7 dcr) | Ljungskile       |
| Karlslund           | 3 - 0             | Sylvia           |
| Västerås SK         | 2 - 0             | Trelleborg       |
| Nyköpings BIS       | 1 - 0             | GAIS             |
| Sandvikens IF       | 0 - 3             | Örgryte          |
| IFK Malmö           | 0 - 2             | AIK              |
| Skövde AIK          | 1 - 2             | IFK Göteborg     |

## Terzo turno
Hanno partecipato a questo turno le 32 squadre qualificate dal secondo turno. Le partite si sono giocate tra il 14 e il 18 maggio 2008.
| Squadra 1        | Risultato   | Squadra 2        |
| ---------------- | ----------- | ---------------- |
| Karlslund        | 1 - 0       | Västerås SK      |
| Vasalund         | 3 - 4       | IFK Norrköping   |
| Carlstad Utd     | 0 - 2       | Malmö FF         |
| Nyköpings BIS    | 0 - 9       | Halmstad         |
| Elfsborg         | 3 - 1       | Örebro           |
| Sirius           | 4 - 2       | Djurgården       |
| Valsta Syrianska | 2 - 1       | Helsingborg      |
| Falkenberg       | 0 - 3 (dts) | IFK Göteborg     |
| Hammarby         | 5 - 1       | Mjällby          |
| Väsby United     | 0 - 3       | Örgryte          |
| Norrby           | 0 - 6       | Ljungskile       |
| Gröndals IK      | 1 - 3       | GIF Sundsvall    |
| Tibro AIK        | 0 - 3       | Enköpings SK     |
| Degerfors        | 3 - 1       | Jönköpings Södra |
| Kalmar           | 2 - 0       | Brommapojkarna   |
| AIK              | 0 - 1       | Landskrona BoIS  |

## Quarto turno
Le partite si sono giocate tra il 25, il 26 e il 28 giugno 2008.
| Squadra 1        | Risultato         | Squadra 2      |
| ---------------- | ----------------- | -------------- |
| Halmstad         | 2 - 2 (2 – 4 dcr) | Elfsborg       |
| Landskrona BoIS  | 0 - 1             | IFK Sundsvall  |
| Valsta Syrianska | 1 – 2             | Örgryte        |
| Malmö FF         | 2 – 3             | Hammarby       |
| Kalmar           | 6 – 1             | Degerfors      |
| Enköpings SK     | 4 - 1             | Sirius         |
| IFK Göteborg     | 1 - 0             | Ljungskile     |
| Karlslund        | 0 - 3             | IFK Norrköping |

## Quarti di finale
| Arbitro: | Andreasson |

|                                          |                      |                                              |
| Bamberg 29’ Magnusson 110’               | Marcatori            | 67’ Autorete 120’ Eriksson                   |
| Arvhage Dybendal Bamberg Rönneklev Magro | Tiri di rigore 4 – 5 | Sokal Mytin Eriksson Gussev Niklas Klingberg |

| Arbitro: | Lerjéus |

|                           |           |                                       |
| Sağlık 30’ Sigurðsson 62’ | Marcatori | 50’ Johansson 67’ Hysén 76’ Wernbloom |

| Arbitro: | Ingvarsson |

|  |           |                                                  |
|  | Marcatori | 45’ Paulse 48’ Zengin 65’ Laitinen 79’ Guterstam |

| Arbitro: | Jonasson |

|                          |           |                                                  |
| Avdić 21’ Augustsson 38’ | Marcatori | 9’ V. Elm 33’ Ingelsten 65’ R. Elm 71’ Ingelsten |

## Semifinali
| Arbitro: | Johannesson |

|  |           |            |
|  | Marcatori | 113’ Dauda |

| Arbitro: | Mattsson |

|  |           |                                           |
|  | Marcatori | 38’ Wernbloom 89’ Selakovic 90’ Wernbloom |

## Finale
| Arbitro: | Fröjdfeldt |

|                                               |                      |                                                        |
| Rydström Johansson V. Elm Sobralense Lindberg | Tiri di rigore 4 – 5 | Alexandersson Christensen Sigurðsson Jónsson Wernbloom |